# Stralsunder Straßennamen/W
Dies ist ein Verzeichnis der Straßennamen der Hansestadt Stralsund.
Das Verzeichnis nennt den Namen der Straße und (in Klammern) den Ortsteil. Dazu wird eine Erläuterung (Jahr der Benennung, Grund) zum Straßennamen gegeben. Wegen der großen Anzahl an Straßen wurde das Verzeichnis nach den Anfangsbuchstaben der Straßennamen aufgeteilt. Unter „Allgemeines“ finden Sie die Einleitung und Erläuterungen zu den Straßennamen allgemein.
Beispiel: Den Amanda-Weber-Ring finden Sie unter A.
- Wacholderweg (Grünhufe / Stadtkoppel)

Benannt nach der heimischen Pflanze Wacholder.
- Waldstraße

siehe Dr.-Wilhelm-Külz-Straße.
- Wallensteinstraße (Knieper / Kniepervorstadt bzw. Knieper Nord)

Die Straße existiert seit Mitte des 19. Jahrhunderts und war zuerst ein Bestandteil der Straße Nach dem Hainholze. 1869 wurde sie nach dem kaiserlichen Feldherrn Wallenstein, der bei seiner vergeblichen Belagerung Stralsunds hier sein Lager aufgeschlagen hatte, benannt. Die Legende berichtet, dass ihm hier ein Verteidiger Stralsunds ein Weinglas aus der Hand geschossen hätte, woraufhin Wallenstein den Abzug befahl. Das heutige Pflaster stammt noch aus dem Jahr 1912.
- Wallstraße

ehemaliger Straßenname, siehe Frankenwall
- Wamper Weg (Süd / Andershof)

Benannt nach Wampen bei Greifswald. Wampen ist heute ein Ortsteil der Gemeinde Neuenkirchen im Landkreis Vorpommern-Greifswald.
- Wartislawstraße (Tribseer / Tribseer Siedlung)

Benannt nach dem Namen der Herzöge von Pommern-Wolgast, Wartislaw.
- Wasserstraße (Altstadt / Altstadt)

Die Wasserstraße verläuft entlang der einstigen Stadtmauer zur Seeseite hin und erhielt ihren Namen 1858. Zuvor hießen die Straßenabschnitte zwischen den Stadttoren nach dem jeweiligen Tor in der Stadtmauer, Wassertore genannt. Sechs Wassertore gab es in Stralsund: Fährtor, Semlower Tor, Badentor, Frankentor, Langentor und Heilgeisttor. Die Straßenabschnitte hießen wegen ihrer Lage außerhalb der Stadtmauern Außerm Fährthor, Außerm Badenthor etc. Die Wasserstraße war neben der Ossenreyerstraße eine sehr beliebte Einkaufsstraße.
- Weg nach dem Hainholze

ehemaliger Straßenname, siehe
Friedrich-Engels-Straße
Wallensteinstraße
- Weidendamm (Altstadt / Bastionengürtel)

Der Weidendamm war Bestandteil der Stralsunder Stadtbefestigungen zur Landseite hin und führt durch den Frankenteich.
- Weidenkultur (Tribseer / Schrammsche Mühle)

- Weißdornweg (Süd / Andershof)

Benannt nach dem Weißdorn, einem heimischen Baum. In diesem Stadtviertel wurden die Straßen hauptsächlich nach hier vorkommenden Pflanzen benannt.
- Wendenmarkt

ehemaliger Straßenname, siehe Badenstraße
- Werftstraße (Franken / Franken Mitte bzw. Frankenvorstadt)

- Werner-von-Siemens-Straße (Langendorfer Berg / Langendorfer Berg)

Benannt nach dem deutschen Erfinder und Industriellen Werner von Siemens. Ein Bezug zu Stralsund besteht nicht. Die Straße befindet sich in einem Gewerbegebiet, in dem nahezu alle Straßen nach Ingenieuren und Industriellen benannt worden sind.
- Wichmannsgang (Altstadt / Altstadt)

Benannt nach dem Stralsunder Kaufmann Johann Wichmann. Er gilt als der Erfinder des Bismarckherings.
- Wiesengrund (Tribseer / Tribseer Wiesen)

- Wiesenstraße (Grünhufe / Vogelsang)

- Wilhelm-Brücke-Ring (Knieper / Knieper Nord)

Benannt nach dem Stralsunder Architektur- und Landschaftsmaler Wilhelm Brücke.
- Wilhelm-Pieck-Allee

ehemaliger Straßenname, siehe Carl-Heydemann-Ring
- Wismarer Ring (Grünhufe / Grünthal-Viermorgen)

Benannt nach der Stadt Wismar. Das Wohnviertel erhielt nach der politischen und ökonomischen Wende in der DDR überwiegend Namen von Städten, mit denen Stralsund zur Zeit der Hanse eng verbunden war.
- Witzlawstraße (Tribseer / Tribseer Siedlung)

Benannt nach dem Fürstengeschlecht slawischer Herkunft Witzlaw, auch Wizlaw. Die Fürsten von Rügen übten entscheidenden Einfluss auf die Geschicke der Stadt Stralsund aus.

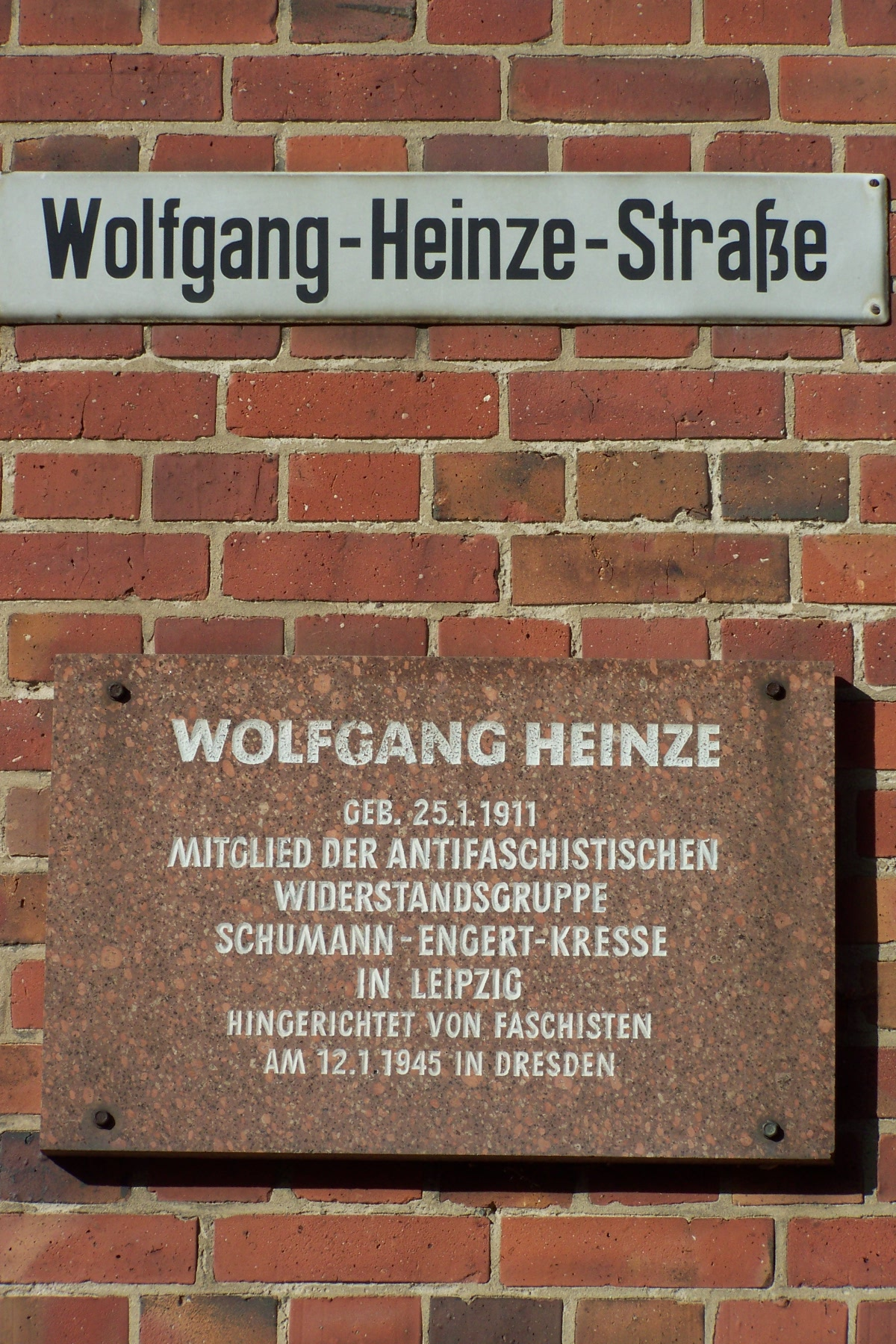
Gedenktafel für W. Heinze

- Wolfgang-Heinze-Straße (Tribseer / Tribseer Vorstadt)

Die Straße wurde in der Mitte des 19. Jahrhunderts unter dem Namen Am Jungfernstieg angelegt, was auf die Nähe zum Jungfernstieg zurückzuführen war. Bei der Reform der Straßennamen 1869 erhielt sie den Namen Tribseer Schulstraße, da sich in ihr die Volksschule der Tribseer Vorstadt befand. Diese wurde zu Beginn des 20. Jahrhunderts abgerissen und durch eine neue, noch heute existierende ersetzt. Auf dem Nachbargrundstück der am 21. Oktober 1915 eingeweihten neuen Schule sollte zunächst eine Turnhalle errichtet werden, allerdings wurde stattdessen das Finanzamt hier gebaut. Nach dem Zweiten Weltkrieg beherbergte das Haus dann die SED-Kreisleitung. Am 25. Januar 1952 erhielt die Straße ihren Namen zu Ehren des Antifaschisten Wolfgang Heinze (1911–1945), der in Stralsund zur Schule gegangen war.
- Wolliner Straße (Grünhufe / Grünthal-Viermorgen)

Benannt nach der Stadt Wollin. Das Wohnviertel erhielt nach der politischen und ökonomischen Wende in der DDR überwiegend Namen von Städten, mit denen Stralsund zur Zeit der Hanse eng verbunden war.
- Wrangelstraße (Knieper / Kniepervorstadt)

Benannt nach dem schwedischen Generalgouverneur von Schwedisch-Pommern, Graf Carl Gustav von Wrangel. Wrangel ließ in Stralsund 1660–1665 das Wrangelsche Palais errichten, welches allerdings beim Bombenangriff auf Stralsund am 6. Oktober 1944 zerstört wurde. Es befand sich in der Heilgeiststraße Ecke Jacobiturmstraße.
- Wulflamufer (Franken  / Frankenvorstadt)

Die Straße wurde 1926 nach dem Stralsunder Bürgermeister und Kaufmann Bertram Wulflam, der die Geschicke der Stadt im Mittelalter entscheidend mit bestimmte, benannt.
Die Straße wurde am 5. Dezember 1922 als Füllenwiese angelegt. Das gesamte Gebiet musste, um es als Bauland zu gewinnen, wegen seiner sumpfigen Beschaffenheit mit Bauschutt befüllt werden. 1926 erfolgte die Umbenennung in Wulflamufer. 1959 benannte man die Straße in Klaus-Störtebeker-Ufer um. Nach 1990 erfolgte die Rückbenennung.
Am Ufer des Frankenteiches gelegen befindet sich hier auch ein Park, in dem seit dem 19. Mai 1938 das Lambert-Steinwich-Denkmal steht.